# Dalla (bướm nhảy)
Dalla là một chi bướm ngày thuộc họ Bướm nâu.

## Các loài
- Dalla agathocles (C. & R. Felder, 1867)
- Dalla austini A.D. Warren, 2011
- Dalla bos  Steinhauser, 1991
- Dalla bubobon (Dyar, 1921)
- Dalla caenides (Hewitson, 1868)
- Dalla caicus (Hewitson, 1868)
- Dalla calaon (Hewitson, 1877)
- Dalla calima  Steinhauser, 1991
- Dalla carnis  Evans, 1955
- Dalla celsus  Steinhauser, 2002
- Dalla cocha  Evans, 1955
- Dalla cola  Bell, 1959
- Dalla connexa  Draudt, 1923
- Dalla costala  Evans, 1955
- Dalla crithote (Hewitson, 1874)
- Dalla cuadrada (Weeks, 1901)
- Dalla cupavia (Mabille, 1898)
- Dalla curia  Evans, 1955
- Dalla cyprius (Mabille, 1898)
- Dalla cypselus (C. & R. Felder, 1867)
- Dalla decca  Evans, 1955
- Dalla dimidiatus (C. & R. Felder, 1867)
- Dalla diraspes (Hewitson, 1877)
- Dalla disconnexa  Steinhauser, 2002
- Dalla dividuum (Dyar, 1913)
- Dalla dognini (Mabille, 1889)
- Dalla dora  Bell, 1947
- Dalla eburones (Hewitson, 1877)
- Dalla epiphaneus (C. & R. Felder, [1867])
- Dalla eryonas (Hewitson, 1877)
- Dalla faula (Godman, [1900])
- Dalla frater (Mabille, 1878)
- Dalla freemani  Warren, 1997
- Dalla frontinia  Evans, 1955
- Dalla gelus (Mabille, 1898)
- Dalla genes (Mabille, 1898)
- Dalla geon (Mabille, 1898)
- Dalla granites (Mabille, 1898)
- Dalla grovius (Mabille, 1898)
- Dalla hesperioides (C. & R. Felder, [1867])
- Dalla hilina (Butler, 1870)
- Dalla huanca  Evans, 1955
- Dalla ibhara (Butler, 1870)
- Dalla jelskyi (Erschoff, 1875)
- Dalla kemneri  Steinhauser, 1991
- Dalla lalage (Godman, [1900])
- Dalla lenda  Evans, 1955
- Dalla lethaea (Schaus, 1913)
- Dalla ligilla (Hewitson, 1877)
- Dalla lorda  Evans, 1955
- Dalla mars  Evans, 1955
- Dalla mentor  Evans, 1955
- Dalla merida  Evans, 1955
- Dalla mesoxantha (Plötz, 1884)
- Dalla miser  Evans, 1955
- Dalla monospila (Mabille, 1898)
- Dalla mora  Evans, 1955
- Dalla morva (Mabille, 1898)
- Dalla nubes  Steinhauser, 1991
- Dalla ochrolimbata  Draudt, 1923
- Dalla octomaculata (Godman, [1900])
- Dalla orsines (Hewitson, 1877)
- Dalla oxaites (Hewitson, 1877)
- Dalla pantha  Evans, 1955
- Dalla parma  Evans, 1955
- Dalla pedro  Steinhauser, 2002
- Dalla pincha  Steinhauser, 1991
- Dalla plancus (Hopffer, 1874)
- Dalla polycrates (C. & R. Felder, 1867)
- Dalla pota  Bell, 1959
- Dalla pulchra (Godman, [1900])
- Dalla pura  Steinhauser, 1991
- Dalla puracensis  Steinhauser, 1991
- Dalla quadristriga (Mabille, 1889)
- Dalla quasca  Bell, 1947
- Dalla ramirezi  Freeman, 1969
- Dalla riza (Mabille, 1889)
- Dalla rosea  Evans, 1955
- Dalla rubia  Evans, 1955
- Dalla scylla (Mabille, 1898)
- Dalla seirocastnia  Draudt, 1923
- Dalla semiargentea (C. & R. Felder, [1867])
- Dalla sepia  Evans, 1955
- Dalla simplicis  Steinhauser, 1991
- Dalla spica  Hayward, 1939
- Dalla steinhauseri  Freeman, 1991
- Dalla superargentea Viloria, Warren & Austin, 2008
- Dalla superior  Draudt, 1923
- Dalla taza  Evans, 1955
- Dalla thalia  Evans, 1955
- Dalla ticidas (Mabille, 1898)
- Dalla tona  Evans, 1955
- Dalla vinca  Evans, 1955
- Dalla vista  Steinhauser, 2002
- Dalla wardi  Steinhauser, 2002
- Dalla xantha  Steinhauser, 1991
- Dalla xicca (Dyar, 1913)

Các loài trước đây
- Butleria cypselides Weeks, 1901 (nom. nud.)
- Dalla roeveri, chuyển thành Piruna roeveri (L.D. Miller & J.Y. Miller, 1972)